# スティッチ・フィックス
スティッチ・フィックス（英: Stitch Fix、NASDAQ: SFIX）は、アメリカ合衆国カリフォルニア州サンフランシスコに拠点を置くパーソナルスタイリングサービスを運営する企業である。
人工知能を用いたパーソナルスタイリング機能とスタイリストのアイデアから選んだファッションアイテムが顧客の自宅に届くサブスクリプションボックスである。

## 歴史
2011年2月に、カトリーナ・レイクと元J.クルーバイヤーのエリン・モリソン・フリンによって設立された。当初はラックハビット（Rack Habit）と呼ばれ、マサチューセッツ州ケンブリッジにあるレイクのアパートの自宅から経営された。最初は女性のみを対象としていたが、その後はメンズファッションやプラスサイズ、マタニティウェア、キッズへと拡大した。
2014年、スティッチ・フィックスは利益を上げ始めた。2016年7月、7億3000万ドルの売上を記録して会計年度を終え、2017年5月には外部投資家から4200万ドルを調達した。
2017年11月、スティッチ・フィックスはNASDAQに上場した。1年以上でIPOを開始した最初の女性主導の企業であった。
2018年10月、スティッチ・フィックスが成長見通しについて誤解を招くような発言をし連邦証券法に違反したとして、集団訴訟が提起された。
2019年時点で、スティッチ・フィックスには5,100人のスタイリストと100人を超えるデータサイエンティストを含む8,000人の従業員がいる。
2020年6月2日、スティッチ・フィックスは従業員1,400人、全従業員の18%を一時解雇を発表した。それらの従業員には、転勤した場合でも会社に残るという選択肢が与えられた。オンライン小売業者は、オースティン、クリーブランド、ダラス、ミネアポリス、ピッツバーグなど、カリフォルニア州よりも生活費が安い都市で約2,000人のスタイリストを雇うと発表した。
2021年4月、カトリーナ・レイクがスティッチ・フィックスのCEOを退任することを発表した。後任のCEOは20年間にベイン・アンド・カンパニーを務め、2020年1月からスティッチ・フィックスのプレジデントを務めていたエリザベス・スポールディングに引き継がれた。
2023年1月、スポールディングがスティッチ・フィックスのCEOを退任し、レイクが同社の暫定CEOとして復帰した。
2023年6月、メイシーズの元最高デジタル責任者であるマット・ベアーがスティッチ・フィックスのCEOに就任した。一方、レイクは同社の会長として役割を継続する。